# Marília Atlético Clube
Il Marília Atlético Clube, noto anche semplicemente come Marília, è una società calcistica brasiliana con sede nella città di Marília, nello stato di San Paolo.

## Storia
Il Marília è stato fondato il 14 dicembre 1942 con il nome Esporte Clube Comercial. Ma dato che il nome del club era poco popolare, l'11 luglio 1947, l'assemblea generale decise di cambiare il nome in Marília Atlético Clube. Il 19 aprile 1954, il Marília ha chiuso il suo reparto di calcio. Il 7 giugno 1969, il Marília ha riaperto il reparto di calcio.

## Palmarès

### Competizioni statali
- Campeonato Paulista Série A2: 2

1971, 2002

### Competizioni giovanili
- Copa São Paulo de Futebol Júnior: 1

1979

### Altri piazzamenti
- Campeonato Brasileiro Série C:

Secondo posto: 2002